# 兴凯侧突水蚤
兴凯侧突水蚤（学名：Epischura chankensis）为宽水蚤科侧突水蚤属的动物。分布于俄罗斯以及中国大陆的黑龙江等地，常栖息于寒温带湖泊中的敞水带。